# Ryan Boschetti
Ryan Boschetti (Belmont, 7 ottobre 1981) è un ex giocatore di football americano statunitense.

## Carriera

### Stagione 2004
Preso dai rookie non scelti nel Draft NFL 2004 selezionati dai Washington Redskins; ha giocato 3 partite di cui una da titolare facendo 6 tackle di cui 3 da solo.

### Stagione 2005
Ha giocato 13 partite di cui una da titolare facendo 7 tackle (record personale) di cui 5 da solo.

### Stagione 2006
Ha giocato 2 partite, ma nessuna da titolare facendo 4 tackle tutti da solo.

### Stagione 2007
Ha giocato una partita, ma non da titolare senza alcun risultato di rilievo.

### Stagione 2008
Ha giocato 3 partite, ma nessuna da titolare facendo 2 tackle, entrambi da solo.

### Stagione 2009
Il 1º aprile è stato preso dal mercato dei free agent dagli Oakland Raiders, per poi esser svincolato il 5 settembre.

### Stagione 2010
Il 17 maggio ha firmato nuovamente con i Raiders.